# Derrick Rostagno
Derrick Rostagno (* 25. Oktober 1965 in Hollywood, Kalifornien) ist ein ehemaliger US-amerikanischer Tennisspieler.

## Leben
Rostagno studierte Ökonomie an der Stanford University und wurde 1985 in die Bestenauswahl All-American gewählt. 1986 wurde er Tennisprofi; sein bestes Ergebnis auf der ATP World Tour in seinem ersten Profijahr war die Halbfinalteilnahme beim Turnier in Houston. Das folgende Jahr begann er mit einer weiteren Halbfinalteilnahme in Auckland und stand beim Miami Masters im Viertelfinale; hierbei kam ihm die Aufgabe von Boris Becker zugute, der seine Erstrundenpartie nicht antrat. Gegen Ende des Jahres erreichte er das Halbfinale des Frankfurt Cup, wo er dem späteren Champion Tim Mayotte unterlag. Auch 1988 spielte er recht erfolgreich und stand jeweils im Halbfinale von Bristol und Washington, im darauf folgenden Jahr war sein bestes Resultat eine Halbfinalteilnahme im Queen’s Club. 1990 feierte er seinen ersten und einzigen Einzeltitel auf der ATP Tour. In New Haven bezwang er auf dem Weg ins Finale unter anderem Paul Annacone, Tim Mayotte und Andrei Tschesnokow, im Finale blieb er gegen Todd Woodbridge siegreich. Sein bestes Jahr auf der Tour war jedoch das folgende. Nach Siegen unter anderem über Jimmy Connors und Pete Sampras stand er im Finale von Orlando, in dem er in drei Sätzen Andre Agassi unterlegen war. Durch Siege über Jason Stoltenberg, Richey Reneberg, Boris Becker und Ivan Lendl erreichte er das Finale des Hallenturniers von Tokio, das er in drei Sätzen gegen Stefan Edberg verlor. Seinen einzigen Doppeltitel auf der ATP World Tour errang er 1993 an der Seite von Todd Martin in Tampa. Seine höchste Notierung in der Tennisweltrangliste erreichte er 1991 mit Position 13 im Einzel sowie 1989 mit Position 142 im Doppel.
Sein bestes Einzelergebnis bei einem Grand-Slam-Turnier war das Erreichen des Viertelfinales der US Open 1988, in dem er gegen den Titelverteidiger Ivan Lendl klar in drei Sätzen unterlegen war. Daneben erreichte er bei den Australian Open und in Wimbledon jeweils einmal das Achtelfinale. Eine herausragende Partie war die Zweitrundenbegegnung gegen Boris Becker bei den US Open 1989. Rostagno hatte hierbei im vierten Satz zwei Matchbälle, Becker gewann die Partie schließlich mit 1:6, 6:7, 6:3, 7:6, 6:3 und wurde später Turniersieger. In der Doppelkonkurrenz erreichte Rostagno 1991 die zweite Runde der Australian Open.
Eine Verletzung zwang Rostagno 1993 dazu, seine Profikarriere für fast zwei Jahre zu unterbrechen; in dieser Zeit begann er ein Studium der Rechtswissenschaften an der University of California, Los Angeles. Mitte 1995 hatte er sein Comeback und erreichte kurz darauf das Halbfinale in Newport. Er spielte im Anschluss einige Turniere auf der ATP Challenger Tour und beendete seine Karriere im Sommer 1996. Seit 2004 praktiziert er als Rechtsanwalt.

## Erfolge
| Legende                                               |
| Grand Slam                                            |
| Tennis Masters Cup                                    |
| ATP Masters Series                                    |
| ATP Championship Series ATP International Series Gold |
| ATP World Series ATP International Series (2)         |
| ATP Challenger Series (2)                             |

| ATP-Titel nach Belag |
| Hartplatz (1)        |
| Sand (1)             |
| Rasen (0)            |
| Teppich (0)          |

### Einzel

#### Turniersiege

##### ATP Tour
| Nr. | Datum           | Turnier   | Belag     | Finalgegner     | Ergebnis |
| --- | --------------- | --------- | --------- | --------------- | -------- |
| 1.  | 19. August 1990 | New Haven | Hartplatz | Todd Woodbridge | 6:3, 6:3 |

##### Challenger Tour
| Nr. | Datum             | Turnier         | Belag       | Finalgegner     | Ergebnis |
| --- | ----------------- | --------------- | ----------- | --------------- | -------- |
| 1.  | 30. März 1986     | San Luis Potosí | Hartplatz   | Bud Cox         | 6:4, 6:1 |
| 2.  | 27. November 1988 | Kopenhagen      | Teppich (i) | Alex Antonitsch | 6:3, 6:1 |

#### Finalteilnahmen
| Nr. | Datum            | Turnier | Belag       | Finalgegner   | Ergebnis      |
| --- | ---------------- | ------- | ----------- | ------------- | ------------- |
| 1.  | 7. April 1991    | Orlando | Hartplatz   | Andre Agassi  | 2:6, 6:1, 3:6 |
| 2.  | 13. Oktober 1991 | Tokio   | Teppich (i) | Stefan Edberg | 3:6, 6:1, 2:6 |

### Doppel
| Nr. | Datum       | Turnier | Belag | Partner     | Finalgegner              | Ergebnis |
| --- | ----------- | ------- | ----- | ----------- | ------------------------ | -------- |
| 1.  | 9. Mai 1993 | Tampa   | Sand  | Todd Martin | Kelly Jones Jared Palmer | 6:3, 6:4 |